# Antoni Alabau i Vergonyós
Antoni Alabau i Vergonyós (Barcelona, Barcelonès, 1753 - Cervera, Segarra, 1819), va ser un religiós i un pensador català de l'orde franciscà.
Va entrar a l'orde de Sant Francesc de Barcelona l'any 1778, i va arribar a ser escollit com a ministre provincial l'any 1807, càrrec que ostentà fins al 1815. Va exercir com a professor de diferents matèries a la Universitat de Cervera: el 1782 com a professor de filosofia escotista, i el 1799 de teologia escotista. A l'Arxiu dels franciscans de Cataluinya es conserven dos volums manuscrits, que contenen les seves lliçons a la universitat cerverina sobre filosofia escotista, les Philosophiæ institutiones (1793-1798). Fou també un dels introductors de l'anomenada "nova filosofia" del caputxí Francisco de Villalpando.